# 钻齿溲疏
钻齿溲疏（学名：Deutzia subulata），为虎耳草科溲疏属下的一个种。

## 扩展阅读
維基物種上的相關：钻齿溲疏